# Districte de Verdun
El Districte de Verdun és un dels tres districtes amb què es divideix el departament francès del Mosa, a la regió del Gran Est. Té 15 cantons i 253 municipis. El cap del districte és la sotsprefectura de Verdun

## Cantons
cantó de Charny-sur-Meuse - cantó de Clermont-en-Argonne - cantó de Damvillers - cantó de Dun-sur-Meuse - cantó d'Étain - cantó de Fresnes-en-Woëvre - cantó de Montfaucon-d'Argonne - cantó de Montmédy - cantó de Souilly - cantó de Spincourt - cantó de Stenay - cantó de Varennes-en-Argonne - cantó de Verdun-Centre - cantó de Verdun-Est - cantó de Verdun-Oest